# Gerach (Oberfranken)
Gerach este o comună aflată în districtul Bamberg, landul Bavaria, Germania.